# Erhvervs- og Selskabsstyrelsen
Erhvervs- og Selskabsstyrelsen var en styrelse under Økonomi- og Erhvervsministeriet, som varetog opgaver vedrørende virksomheder, herunder liberale erhverv i Danmark, ligesom styrelsen forestod registreringen af virksomheder i Det Centrale Virksomhedsregister (CVR).

## Historie
Erhvervs- og Selskabsstyrelsen blev oprettet i 1918 under navnet Aktieselskabsregisteret. Det skete som følge af en lov om aktieselskaber, som var vedtaget året før. Da man med loven indførte en særlig selskabsretlig lovgivning var det nødvendigt med en enhed, som skulle forestå registreringen af alle danske virksomheder. Da muligheden for at etablere anpartsselskaber kom i 1974, blev registreringen af disse ligeledes forestået af Aktieselskabsregisteret. 
I 1987/1988 betyder en større reform i det hedengangne Industriministeriet, at styrelserne overtog en række opgaver, som tidligere havde været placeret i ministeriets departement. Reformen betød, at Aktieselskabsregisteret skiftede navn til Erhvervs- og Selskabsstyrelsen, samt at styrelsen overtog administrationen af områder som næringsret, liberale erhverv, åbningstider, restaurations- og hotelvirksomhed m.v. Ved samme lejlighed blev titlen for styrelsens chef ændret fra det lidt støvede overregistrator til direktør. I 1999 oprettes Det Centrale Virksomhedsregister (CVR), som for første gang samler samtlige oplysninger om de 275.000 firmaer, der findes i Danmark.
Den 1. januar 2012 blev Erhvervs- og selskabsstyrelsen en del af Erhvervsstyrelsen.

## Direktører
Indtil 1. januar 1988 benævnt overregistrator.
- H.B. Krenchel (1918-1939)
- Henning Sewerin Lage (1939-1957)
- Axel Roelsen (1957-1973)
- Viggo Larsen ( 1973-1980)
- Jens Selmer (1980-1985)
- Ole Blöndal (1985 – 2010)
- Betina Hagerup (2011-2012)